# Cyrtopholis culebrae
Cyrtopholis culebrae är en spindelart som först beskrevs av Alexander Petrunkevitch 1929.  Cyrtopholis culebrae ingår i släktet Cyrtopholis och familjen fågelspindlar.
Artens utbredningsområde är Puerto Rico. Inga underarter finns listade i Catalogue of Life.